# Núcleo (geología)

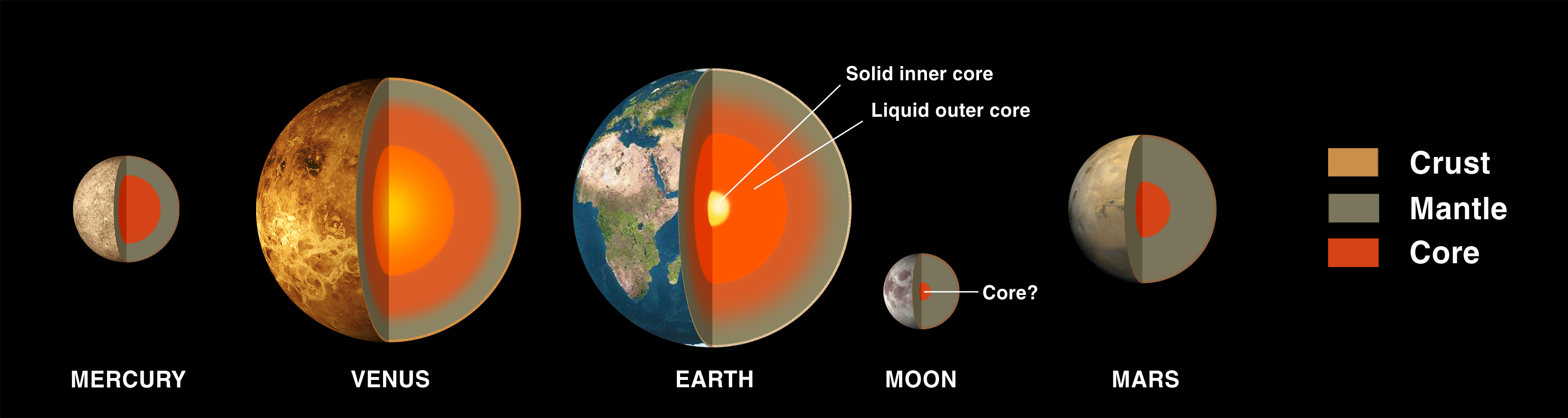
Núcleos de Mercurio, Venus, la Tierra, la Luna y Marte.

El núcleo de un planeta es el conjunto de sus capas más internas. Estas capas pueden estar en estado sólido o fundidas, dependiendo de factores como el tamaño, edad o proximidad del planeta a su estrella; algunos núcleos son enteramente sólidos o fluidos. En el sistema solar sus tamaños en relación con el radio del objeto varían entre un 20 % para el caso de la Luna y un 85 % para Mercurio. El núcleo de la Tierra es en parte líquido, mientras que el núcleo de Marte se piensa que es sólido, dado que la mayor parte de su campo magnético ha desaparecido. Solo un núcleo líquido puede generar un campo magnético.
Los gigantes gaseosos también tienen núcleos, aunque la composición de estos es todavía asunto de debate; su posible composición varía de la tradicional mezcla de roca y hierro a hielo o hidrógeno metálico fluido. Son proporcionalmente mucho más pequeños que los de los planetas terrestres, aunque pueden llegar a ser considerablemente mayores que la misma Tierra. El de Júpiter es de 10 a 30 veces más masivo que la Tierra  mientras que el exoplaneta HD 149026 b tiene un núcleo 67 veces más masivo. Una teoría piensa, por otra parte, que el asteroide (16) Psyche, compuesto exclusivamente de hierro y níquel, es el núcleo de un planeta cuyas capas exteriores fueron destruidas por colisiones masivas en el cinturón de asteroides situado entre Marte y Júpiter.

## Descubrimiento

### Núcleo de la Tierra
En 1798, Henry Cavendish calculó que la densidad media de la tierra era 5,48 veces la densidad del agua (posteriormente refinada a 5,53), lo que llevó a la creencia aceptada de que la Tierra era mucho más densa en su interior. Tras el descubrimiento de los meteoritos de hierro, Wiechert en 1898 postuló que la Tierra tenía una composición de masa similar a la de los meteoritos de hierro, pero el hierro se había asentado en el interior de la Tierra y más tarde representó esto integrando la densidad a granel de la masa de la Tierra con el hierro y el níquel que faltaba como un núcleo. La primera detección del núcleo de la Tierra ocurrió en 1906 por Richard Dixon Oldham al descubrir la zona de sombra de la onda P; el núcleo externo líquido Para 1936, los sismólogos habían determinado el tamaño del núcleo total así como el límite entre el núcleo externo fluido y el núcleo interno sólido.

### Núcleo de la Luna
La estructura interna de la Luna fue caracterizada en 1974 utilizando datos sísmicos recolectados por las misiones Apolo de los terremotos en la Luna. El núcleo de la Luna tiene un radio de 300 km. El núcleo de hierro de la Luna tiene una capa externa líquida que constituye el 60% del volumen del núcleo, con un núcleo interno sólido.

### Núcleos de los planetas rocosos
Los núcleos de los planetas rocosos se caracterizaron inicialmente por el análisis de datos de naves espaciales, como el Mariner 10 de la NASA, que pasó por Mercurio y Venus para observar las características de su superficie. La masa y el tamaño pueden proporcionar un cálculo de primer orden de los componentes que componen el interior de un cuerpo planetario. La estructura de los planetas rocosos está limitada por la densidad media de un planeta y su momento de inercia. El momento de inercia para un planeta diferenciado es inferior a 0,4, porque la densidad del planeta está concentrada en el centro. Mercurio tiene un momento de inercia de 0,346, lo que evidencia un núcleo. La conservación de los cálculos de energía así como las mediciones del campo magnético también pueden limitar la composición, y la geología de la superficie de los planetas puede caracterizar la diferenciación del cuerpo desde su acumulación Los núcleos de Mercurio, Venus y Marte son aproximadamente el 75%, 50% y 40% de su radio respectivamente.

## Formación

### Acumulación
Los sistemas planetarios se forman a partir de discos aplastados de polvo y gas que se acumulan rápidamente (en miles de años) en planetesimales de unos 10 km de diámetro. A partir de aquí, la gravedad se encarga de producir embriones planetarios del tamaño de la Luna y Marte (105 - 106 años) y estos se convierten en cuerpos planetarios durante 10-100 millones de años adicionales.
Júpiter y Saturno muy probablemente se formaron alrededor de cuerpos rocosos y/o helados previamente existentes, convirtiendo estos planetas primordiales en núcleos gigantes de gas. Este es el modelo de acumulación de núcleos planetarios de formación de planetas.

### Diferenciación
La diferenciación planetaria se define ampliamente como el desarrollo de una cosa a muchas cosas; de un cuerpo homogéneo a varios componentes heterogéneos. El sistema isotópico hafnio-182/tungsteno-182 tiene una vida media de 9 millones de años, y se aproxima a un sistema extinto después de 45 millones de años. El hafnio es un elemento litófilo y el tungsteno es un elemento siderófilo. Por lo tanto, si la segregación de metales (entre el núcleo y el manto de la Tierra) ocurrió en menos de 45 millones de años, los depósitos de silicato desarrollan anomalías positivas de Hf/W, y los depósitos de metal adquieren anomalías negativas en relación con el material de condrita indiferenciada. La relación Hf/W observada en los meteoritos de hierro limita la segregación de metales a menos de 5 millones de años, la relación Hf/W del manto terrestre coloca el núcleo de la Tierra como segregado dentro de 25 millones de años Varios factores controlan la segregación de un núcleo metálico, incluyendo la cristalización de la perovskita. La cristalización de la perovskita en un océano de magma temprano es un proceso de oxidación y puede impulsar la producción y extracción de hierro metálico a partir de un fundido de silicato original.

### Fusión de núcleos/impactos
Los impactos entre cuerpos del tamaño de planetas en el Sistema Solar temprano son aspectos importantes en la formación y crecimiento de planetas y núcleos planetarios.

### Sistema Tierra-Luna
La hipótesis de impacto gigante afirma que un impacto entre un planeta teórico del tamaño de Marte, Theia, y la Tierra primitiva formó la Tierra y la Luna modernas. Durante este impacto, la mayor parte del hierro de Theia y la Tierra se incorporó al núcleo de la Tierra.

### Marte
La fusión del núcleo entre el proto-Marte y otro planetoide diferenciado podría haber sido tan rápida como 1000 años o tan lenta como 300.000 años (dependiendo de la viscosidad de ambos núcleos).